# Чуатбалук (аэропорт)
Аэропорт Чуатбалук (англ. Chuathbaluk Airport), (ИАТА: CHU, ИКАО: PACH, FAA LID: 9A3) — государственный гражданский аэропорт, расположенный в одной миле (1,85 километрах) к северо-востоку от поселения Чуатбалук (Аляска), США.

## Операционная деятельность
Аэропорт Чуатбалук занимает площадь в 98 гектар, располагается на высоте 74 метра над уровнем моря и эксплуатирует одну взлётно-посадочную полосу:
- 9/27 размерами 1037 x 18 метров с гравийным покрытием.[1]